# 인천세원고등학교
인천세원고등학교(仁川世元高等學校)는 대한민국 인천광역시 계양구 병방동에 있는 공립 고등학교이다.

## 학교 연혁
- 2009년 2월 23일 : 학교 설립 인가
- 2009년 3월 1일 : 인천양촌고등학교 개교, 송연기 초대 교장 취임
- 2009년 3월 2일 : 제1회 입학식 [10학급 297명]
- 2010년 11월 8일 : 인천세원고등학교(仁川世元高等學校)로 교명 변경
- 2012년 2월 9일 : 제1회 졸업식 [10학급 270명]
- 2022년 3월 1일 : 제5대 임경택 교장 취임
- 2023년 12월 29일 : 제13회 졸업식 [8학급 174명]
- 2024년 3월 4일 : 제16회 입학식 [7학급 183명]

## 참고 자료
- 인천세원고등학교 - 한국교육학술정보원 학교알리미